# Чичулина
Чичулина — река в России, протекает по Колпашевскому району Томской области. Устье реки находится в Родионовской протоке реки Кеть, 245 км от устья по правому берегу. Длина реки составляет 47 км.

## Данные водного реестра
По данным государственного водного реестра России относится к Верхнеобскому бассейновому округу, водохозяйственный участок реки — Кеть, речной подбассейн реки — бассейн притоков (Верхней) Оби от Чулыма до Кети. Речной бассейн реки — (Верхняя) Обь до впадения Иртыша.